# Pauline Strauss-de Ahna

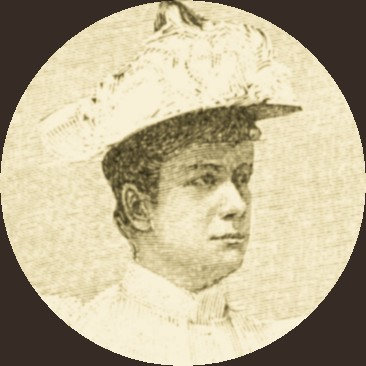
Pauline Strauss de Ahna, 1894

Pauline Maria Strauss-de Ahna, auch Paula de Ahna (* 4. Februar 1863 in Ingolstadt; † 13. Mai 1950 in Garmisch-Partenkirchen) war eine deutsche Sopranistin und Ehefrau des Komponisten Richard Strauss.

## Leben

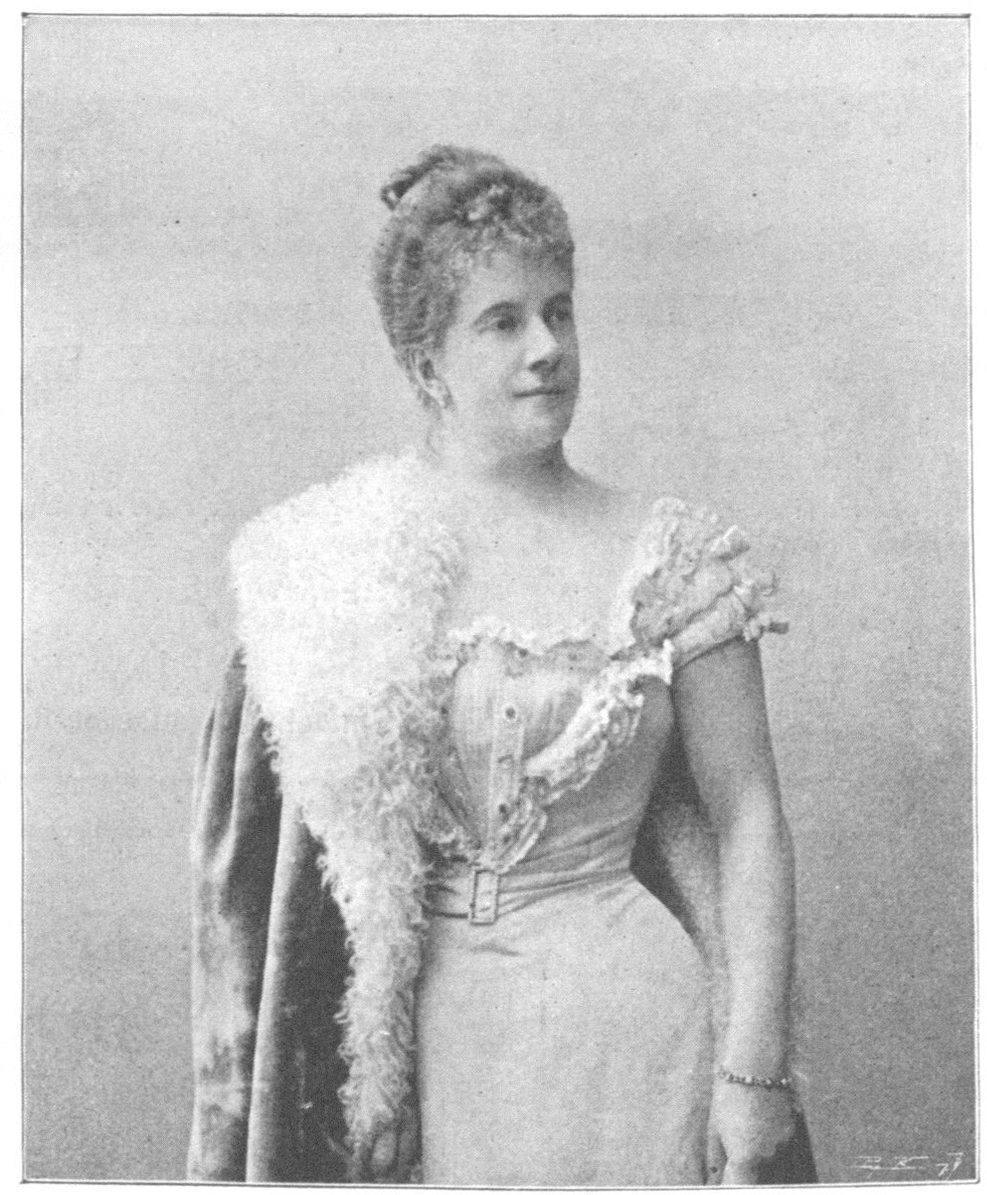
Aufnahme um 1900

Pauline de Ahna war Tochter des bayerischen Armeegenerals Adolf de Ahna und Nichte der Berliner Hofopernsängerin Eleonore de Ahna und des Geigers Heinrich de Ahna. 1887 lernte sie den Kapellmeister Richard Strauss kennen, dem sie als Schülerin an die Weimarer Hofoper folgte, wo sie am 22. Mai 1890 als Pamina in Die Zauberflöte debütierte und im Dezember des gleichen Jahres die Eva in Die Meistersinger von Nürnberg sang, gefolgt von der Partie der Elisabeth in Tannhäuser. In Weimar brillierte sie am 23. Dezember 1893 als Hänsel bei der Uraufführung von Hänsel und Gretel.
Am 10. September 1894 heiratete sie in der Burgkirche St. Veit in Marquartstein Richard Strauss. Pauline Strauss-de Ahna trat weiterhin als Sängerin auf und feierte große Erfolge auf den Musikbühnen von Bayreuth, Berlin, Braunschweig, Brüssel, Hamburg, Karlsruhe, Madrid etc. Neben ihrer Bühnenpräsenz galt sie vor allem als eine hervorragende Interpretin Strauss’scher Lieder. Zusammen mit ihrem Mann gab sie viele Konzerte und Liederabende. Ein wahrer Triumph für beide war ihre drei Monate (Februar, März und April) dauernde Konzertreise durch die USA im Jahre 1904. Sie führte das Ehepaar u. a. nach New York, Philadelphia, Boston, Pittsburg, Chicago sowie Washington. Strauss schrieb über den Erfolg seiner Frau:
Pauline trägt alle Strapazen famos, hat sieben Tage nacheinander gesungen, großen Erfolg, überall drei und vier Dacapos, vortreffliche Kritiken fast überall.
Ihre etwas burschikose, direkte, ja taktlose Art war bei Freunden des Hauses legendär. Alma Mahler-Werfel charakterisierte sie mit folgenden Worten:
Pauline Strauss … hatte einen starken musikalischen Instinkt … Aber man mußte sehr auf der Hut sein, um nicht irgendwie große Taktlosigkeit an den Kopf geworfen zu bekommen. Sie sagte alles heraus, was und wie sie es dachte.
Strauss selbst setzte seiner Frau in der Figur der Christine in der autobiografischen Oper Intermezzo ein durchaus liebevolles Denkmal. Das Ehepaar lebte zunächst in München und seit 1898 in Berlin, wo Pauline de Ahna 1906 ihren Beruf als Sängerin aufgab. 1908 bezog das Ehepaar Strauss eine Villa in Garmisch. 1918 übersiedelte das Ehepaar nach Wien, 1945 nach Baden im Aargau, dann nach Ouchy und schließlich nach Montreux. 1949 kehrte das Ehepaar nach Garmisch-Partenkirchen zurück, wo beide kurz hintereinander starben.
Das Ehepaar Strauss hatte den gemeinsamen Sohn Franz Strauss (1897–1980).